# Ардак
Ардак (каз. Ардақ, до 2018 г. — Полтавка) — село в Чингирлауском районе Западно-Казахстанской области Казахстана. Административный центр Ардакского сельского округа. 

## География
Находится примерно в 33 км к юго-западу от села Чингирлау, административного центра района, на высоте 107 метров над уровнем моря. Код КАТО — 276649100.

## Население
В 1999 году численность населения села составляла 1177 человек (636 мужчин и 541 женщина). По данным переписи 2009 года, в селе проживало 550 человек (280 мужчин и 270 женщин).